# Relaciones entre España y Francia
Las relaciones entre España y Francia, relaciones hispanofrancesas o relaciones franco-españolas son términos que hacen referencia a las relaciones entre el Reino de España y la República Francesa. Ambos países son limítrofes, con una frontera común a lo largo de la cordillera de los Pirineos. A pesar de que ambas naciones fueron potencias rivales en el pasado, sus relaciones actuales son de primer orden. Estados miembros de la Unión Europea (UE), ambos forman parte del espacio Schengen y de la eurozona. Son también miembros del BERD, la BIPM, la CEI, la CEPAL, la CEPE, la COPANT, la Fundación EU-LAC, el G6, el G12, el G20, la OCDE, la ONU y la OTAN.

## Historia

### Precedentes
En la Edad Antigua, todo el territorio continental tanto de Galia como de Hispania fueron provincias romanas del Imperio romano. Los romanos introdujeron la lengua latina, antecesora de las modernas española y francesa. Durante un tiempo, ambos territorios fueron incorporados al Imperio galo.
En la Alta Edad Media, el Reino visigodo de Tolosa se extendió entre ambos lados de la cordillera de los Pirineos.
En la Baja Edad Media, la Corona de Aragón se extendió por el sureste francés entre Montpellier y Provenza, además de incorporar temporalmente la isla de Córcega.

### Relaciones entre la Monarquía Hispánica y el Reino de Francia

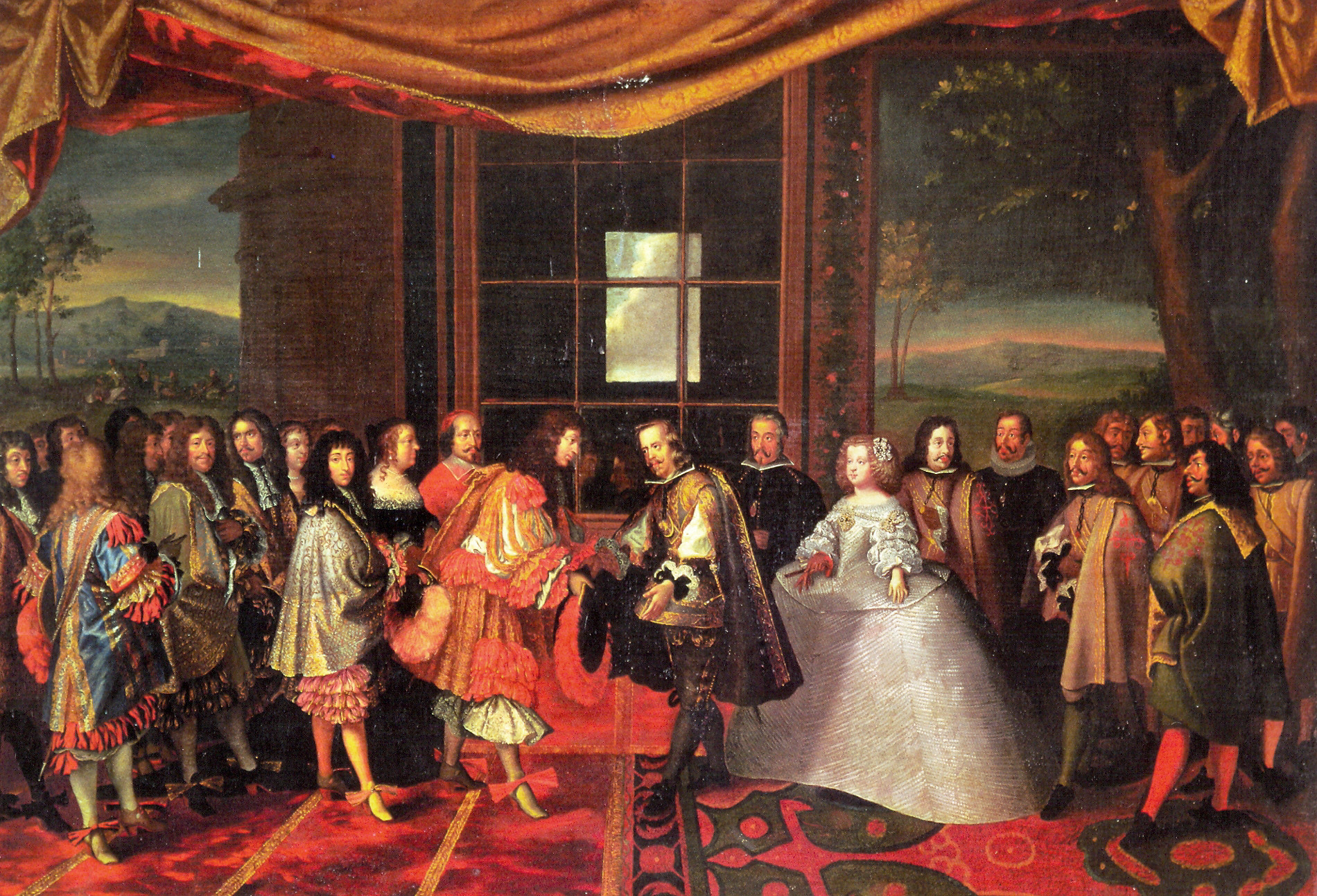
Luis XIV y Felipe IV firmando el Tratado de los Pirineos en la isla de los Faisanes.

En el Tratado de los Pirineos de 1659, la Monarquía Hispánica cedió al Reino de Francia parte del condado de Artois, plazas en Flandes, Hainaut, Luxemburgo; el Rosellón, Conflent y parte de la Cerdaña; en cambio recuperó de esta Charolais y algunas plazas ocupadas en Italia.
En 1678, en la Paz de Nimega se ratificó formalmente la anexión por parte de Francia del Franco Condado, conquistado cuatro años antes por las tropas de Luis XIV.

### SigloXVIII
En el Tratado de Utrecht, Felipe V de España vino a ratificar los términos de los acuerdos de paz a los que había llegado esencialmente previamente su abuelo Luis XIV de Francia, dejándole escaso margen de maniobra. También se produjo la renuncia de Felipe V a la posibilidad de acceder al trono de Francia.

### Restauración borbónica en España y Tercera República francesa
España quedó aislada internacionalmente tras el desastre del 98. España y Francia, desde la instalación de los últimos en Gabón a partir de 1843 entraron en conflicto por el control de la zona del Golfo de Guinea, puesto que España tenía una base jurídica desde el tratado de San Ildefonso de 1777, alcanzado con Portugal, para la colonización de la parte continental de Guinea Ecuatorial —Río Muni— de la que empezó a tomar posesión por esas fechas. El convenio de París de 1900 ratificó la soberanía española sobre el territorio de Río Muni y se delimitaron las fronteras del territorio así como las del territorio de Río de Oro (en el Sahara).
Durante la mayoría de Alfonso XIII los gabinetes españoles se decantaron por tratar de alcanzar una alianza con Francia y Gran Bretaña, propiciada finalmente por los acuerdos coloniales de 1904 entre los 3 países; esta alianza se reforzaría con la firma de las Declaraciones de Cartagena en 1907. En 1912 se firmaría el acuerdo definitivo con Francia de 1912 que implantaría el Protectorado de Marruecos. España se mantuvo neutral en la Primera Guerra Mundial que enfrentó a las potencias centrales y a la entente franco británica; con el fin de la Gran Guerra se acentuaría una posición de creciente recelo hacia Francia y Alemania por las cuestiones no resueltas del estatus de ciudad internacional de Tánger y por Gibraltar; aunque la colaboración militar hispanofrancesa en el desembarco de Alhucemas en 1925 puso fin al conflicto en Marruecos.

### Segunda República española y Tercera República francesa
En 1931, tras la proclamación de la Segunda República española apareció cierta preocupación en Francia por la posibilidad de que España modificase el estatus del protectorado, debido a unas declaraciones de Indalecio Prieto, que fueron sin embargo posteriormente explicadas como una posición a título personal del ministro por parte de otros miembros del gobierno. En abril de 1934 tuvo lugar la ocupación efectiva de Ifni por parte de España, tras un intento infructuoso el año anterior, hecho que fue interpretado por la prensa francesa de una forma negativa, pese a que el gobierno francés ya esperaba el movimiento.
La Tercera República francesa fue objeto de menciones por parte de los políticos españoles de la Segunda República española, en una suerte de referencia a la hora de establecer paralelismos históricos, de manera tanto positiva como negativa.
Durante los años 30, la extrema derecha maurrasiana y su Action Française influenciaron a la derecha autoritaria y antidemocrática española concentrada en torno a la revista Acción Española, así como el radicalismo francés fue una importante referencia durante este periodo para los republicanistas españoles, varios de los cuales se declaraban identificados con un espíritu jacobinista.

### Guerra civil española
Según apunta Ricardo Miralles, a pesar de los ventajas geoestratégicas y políticas que suponían para Francia el mantenenimiento del régimen republicano en España durante la guerra civil, la inestabilidad interna y el creciente aislamiento internacional del país galo impidieron que se pudieran llevar a cabo medidas efectivas para tal fin. El Pacto de No Intervención suscrito entre otros países por el Reino Unido y Francia, impidió al gobierno republicano el acceso al mercado internacional de armas; sin embargo el gobierno de Léon Blum sí llegó a hacer la vista gorda al tránsito por su territorio de armamento de contrabando destinado al bando republicano proveniente de la Unión Soviética.

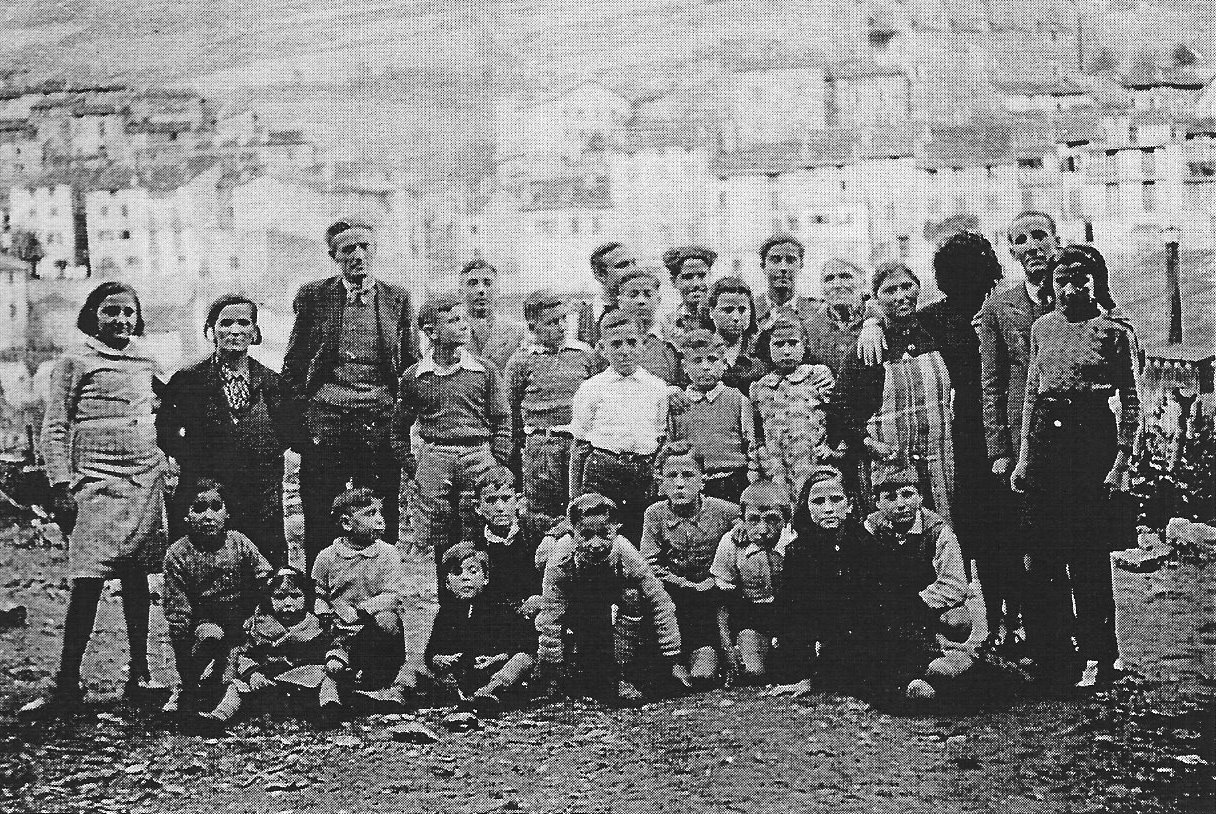
Refugiados españoles de la guerra civil alojados por José Brocca en Prats-de-Mollo.

En 1939, el gobierno francés envió a Léon Bérard a Burgos con el encargo de negociar un convenio firmado el 25 de febrero para el establecimiento de relaciones de «buena vecindad» con el bando sublevado, personado en las reuniones en la figura del General Gómez Jordana, previo al reconocimiento oficial por parte de Francia del régimen franquista producido el 27 de febrero. Poco más tarde, el 2 de marzo, Pétain se convertiría en embajador en España. La llegada de exiliados españoles a Francia fue una cuestión que polarizó a la sociedad francesa.

### Segunda Guerra Mundial
En los primeros meses de 1939 Gómez-Jordana había conseguido poner en marcha como ministro de exteriores de poner el proceso de restablecimiento de relaciones con Francia; tras el estallido de la Segunda Guerra Mundial por el germanófilo Serrano Suñer sustituyó a Beigbeder en el cargo. La caída de Francia en junio de 1940 provocó el cambio de la «neutralidad» de la dictadura de Franco en el conflicto a la posición de «no beligerancia». La retribución a España por parte de los nazis se limitó a la represión del exilio español en Francia y a la repatriación desde Francia a España de algunos miembros destacados de este. A pesar de las similitudes que se podían establecer entre el régimen encabezado por el general Petáin con la dictadura franquista, esta última no alcanzó a desarrollar relaciones fluidas con Vichy entre 1940 y 1942, entre otras razones por las aspiraciones coloniales españolas en el norte de África a costa de Francia y por una mayor identificación con la Alemania nazi. De hecho, según apunta Juan Avilés Farré, la cosmovisión creada por una parte de los pensadores de la derecha española convertía a Francia —que habría estado guiada por el objetivo de «empequeñecer a España» desde ya el siglo XVI— en la causa, a partir del afrancesamiento de la sociedad, de la decadencia de España y en el enemigo reiterado del país a lo largo de la historia reciente.

### Después de la Segunda Guerra Mundial
Tras acabar la Segunda Guerra Mundial, Francia y España —marginada diplomáticamente en el exterior— estuvieron muy distanciadas diplomáticamente; los gobiernos franceses trataron de vetar el ingreso de España en la ONU y la frontera estuvo cerrada entre el 1 de marzo de 1946 y el 10 de febrero de 1948; esta fue abierta al admitirse desde Francia la necesidad de un enfoque más pragmático en las relaciones en un momento en el que Francia, en plena reconstrucción tras la contienda, podía beneficiarse de las exportaciones españolas. La naturaleza dictatorial del régimen franquista impidió la normalización de las relaciones políticas —no así las relaciones comerciales y económicas— hasta el inicio del proceso de restablecimiento de estas en 1950.
Francia, de cara al restablecimiento de nuevo del puesto de embajador en España acordó el nombramiento de Bernard Hardion, candidato propuesto por los socialistas que desde 1945 había ejercido de representante francés sin cargo de embajador, —en lo que fue percibido como un síntoma de la posición de debilidad del ministro de exteriores Schuman—, para el cargo, lo que generó de entrada rechazo en el Gobierno español, pero tras anunciársele que sería reemplazado en tres meses por Jacques Meyrier, acabaría otorgando el plácet, produciéndose a comienzos de 1951 la toma de posesión.
Las relaciones bilaterales comenzaron a experimentar una mejoría a lo largo de la década de 1950 debido a la deriva derechista de la Cuarta República y al fracaso de los pasos encaminados a la caída de la dictadura de Francisco Franco. Un asunto que permaneció en este periodo como cuestión pendiente fueron los expatriados republicanos españoles en suelo francés. El advenimiento de la Quinta República Francesa, visto favorablemente desde España, mejoró más las relaciones. En lo referente al Putsch de Argel de 1961, se ha apuntado que pese a tener algún posible interés estratégico el régimen franquista en el mantenimiento del estatus de Argelia como colonia francesa frente a su independencia (además, un importante porcentaje de pieds-noirs era de origen español), el gobierno español tendió a respaldar a de Gaulle durante la crisis, no así la prensa, cuyo punto de vista no fue unánime; sin embargo, Ramón Serrano Súñer simpatizó con Raoul Salan durante la estancia de este último en España y le facilitó el traslado a Argelia para llevar a cabo el golpe. Apareció sin embargo durante este periodo como complicación adicional el refugio que ofreció España a miembros del OAS (anteriormente también había acogido a miembros del Frente de Liberación Nacional argelino). La provincia y la ciudad de Alicante recibieron un importante número de refugiados pieds-noirs, en un proceso que, aunque ya había iniciado hacia 1955, se acentuó especialmente en 1962, año de la independencia de Argelia.
El proceso de incorporación de España a la Comunidad Económica Europea —España presentó su candidatura en 1977 e ingresó en la CEE en 1986— fue entorpecido por Francia, influida por la percepción de un potencial agrícola de España perjudicial para sus intereses.
Francia, que después de la muerte de Franco siguió mostrándose renuente a una colaboración efectiva con España en materia antiterrorista en lo relativo a ETA, cambió de posición a finales de la década de 1980 y en la década de 1990, contribuyendo a partir de entonces a reducir la efectividad de la banda. España, Francia y el Reino Unido fueron los principales países miembros de la Unión Europea (UE) que clasificaron a la organización ETA como grupo terrorista. Además, este grupo también estuvo asociado con la banda terrorista IRA.

### SigloXXI
Actualmente, Francia es uno de los mayores socios comerciales de España. En marzo de 2015, los reyes de España, Felipe VI y Letizia Ortiz, eligieron ir a Francia como su primera visita diplomática desde su proclamación. La visita fue considerada como una forma de felicitar las excelentes relaciones bilaterales entre España y Francia.
El 19 de enero de 2023, ambos países firmaron su primer Tratado de Amistad, también conocido como el "Acuerdo de Barcelona". España es el tercer país con el que Francia alcanzó semejante estatus en sus relaciones diplomáticas, después de Alemania (1963) e Italia (2021). Asimismo, como consecuencia de la invasión rusa de Ucrania, se replantearon nuevas propuestas para el transporte del gas natural por Europa. En este sentido, España, Francia y Portugal discutirían el reparto de costes y los plazos para nuevos proyectos energéticos, que llevarían hidrógeno verde desde la península ibérica al resto del continente.

## Frontera actual
Formación

Los Pirineos conforman la mayor parte de la frontera.

La frontera actual se trazó a partir del Tratado de los Pirineos de 1659, aunque, al contrario de la zona este, la delimitación esencial de la frontera en las zonas oeste y central de la cordillera de los Pirineos preda a esta fecha (la occidental data de los siglos XV y XVI y la central tiene su origen en fronteras medievales). Los territorios a separar de la Corona acordados en el tratado serían: el condado del Rosellón, Conflent y parte de la Cerdaña, mientras que la isla de los Faisanes se convirtió en un condominio. En 1660 se consolidó la partición de la Cerdaña entre la Monarquía de los Habsburgo y Francia, dándose lugar al mantenimiento por parte de la primera del pequeño enclave de Llivia. Posteriormente a 1660, los tratados de Bayona de 1856, 1862 y 1866 entre España y Francia procedieron al deslinde de la frontera entre los dos estados.
Aunque el acuerdo de Schengen, al que se adhirieron España y Francia a partir de su puesta en vigor en 1995, dio lugar a la creación de un espacio libre para la circulación de personas, en la frontera franco-española se producirían varios refuerzos a los controles fronterizos por actividades políticas de ETA y los CDR, más por el impacto socioeconómico de la pandemia de COVID-19.

## Intercambio cultural y ciudadanía
El pintor español Francisco de Goya fue precursor de algunas de las vanguardias pictóricas del siglo XX, además de representar cuadros con temática social durante la España napoleónica. Además, durante los felices años veinte, Francia fue escenario de grandes exposiciones de arte a las que asistieron famosos artistas españoles, como Joan Miró, Joaquín Sorolla, Pablo Picasso o Salvador Dalí.
Una publicación de Eurostat en 2016 estimó que 128.000 ciudadanos españoles viven en Francia y 122.385 ciudadanos franceses viven en España, también se estimó que 144.039 personas en Francia nacieron en España. Actualmente, se estima que hay más de 275.000 españoles residentes en Francia y más de 125.000 franceses residentes en España. Además, después del inglés, el español es el segundo idioma extranjero más estudiado en Francia, mientras que el francés es el segundo idioma extranjero más estudiado en España. En 2019, se inauguró el parque temático Puy du Fou España. Un parque de compañía francesa ubicado en Toledo y dedicado en exclusiva a la historia española.
Con un convenio de doble nacionalidad, españoles y franceses pueden adquirir la nacionalidad sin renunciar a la de origen. Francia es el primer país fuera del ámbito iberoamericano con el que España firmó un convenio de esta naturaleza. Por otra parte, la marca francoespañola Ouigo realiza trayectos de bajo coste en servicios ferroviarios de alta velocidad por ambos países.

## Relaciones comerciales
En 2016, Francia fue el primer destino de las exportaciones españolas (15,6 %) y España fue el segundo receptor de exportaciones francesas (7,6 %), después de Alemania.

## Misiones diplomáticas
- España tiene una embajada en París y consulados generales en Bayona, Burdeos, Estrasburgo, Lyon, Marsella, Montpellier, Pau, Perpiñán y Toulouse.
- Francia tiene una embajada en Madrid y consulados generales en Barcelona, Bilbao y Sevilla, incluyendo agencias-consulares en Alicante, Gijón y Valencia.

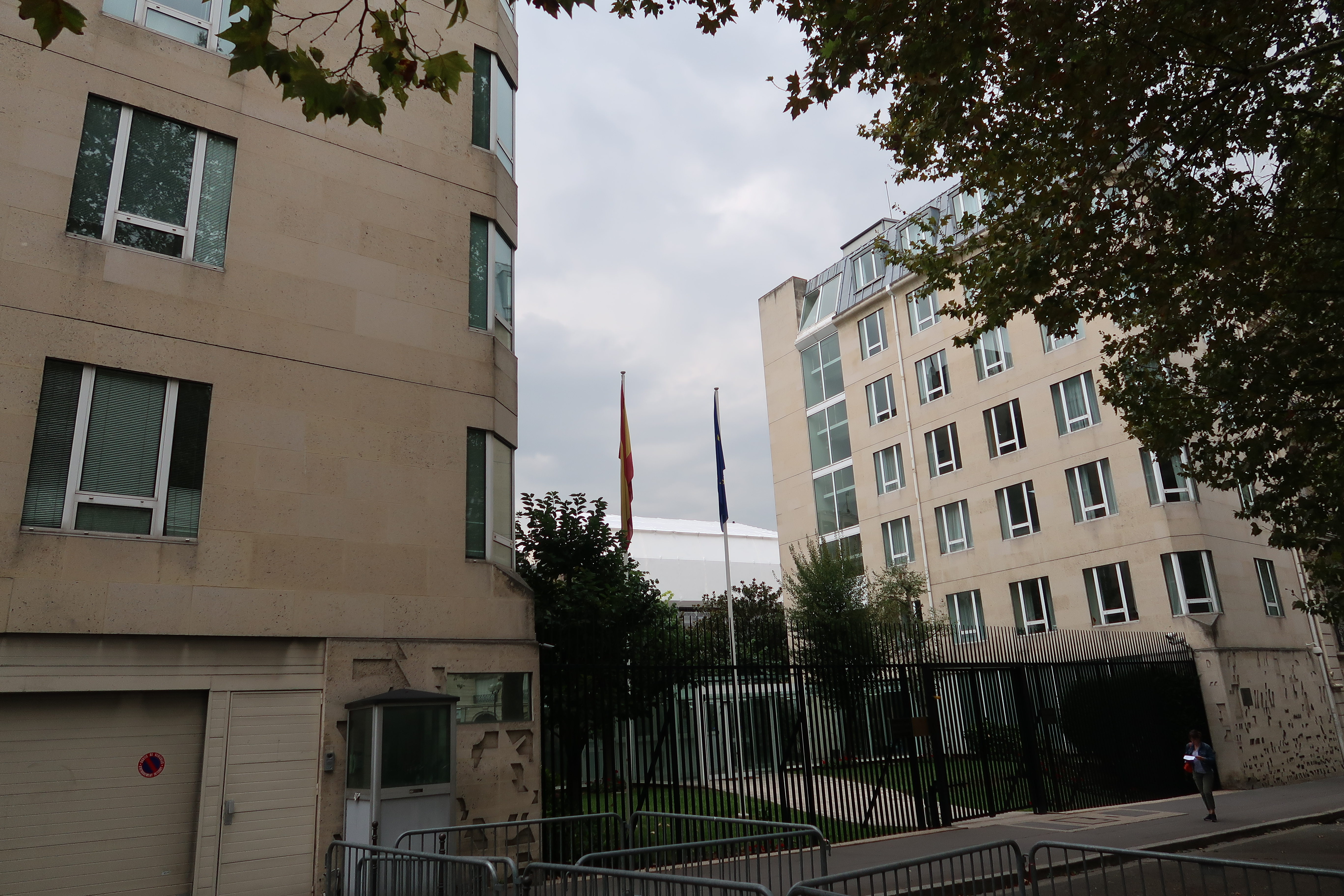
Embajada de España en París.
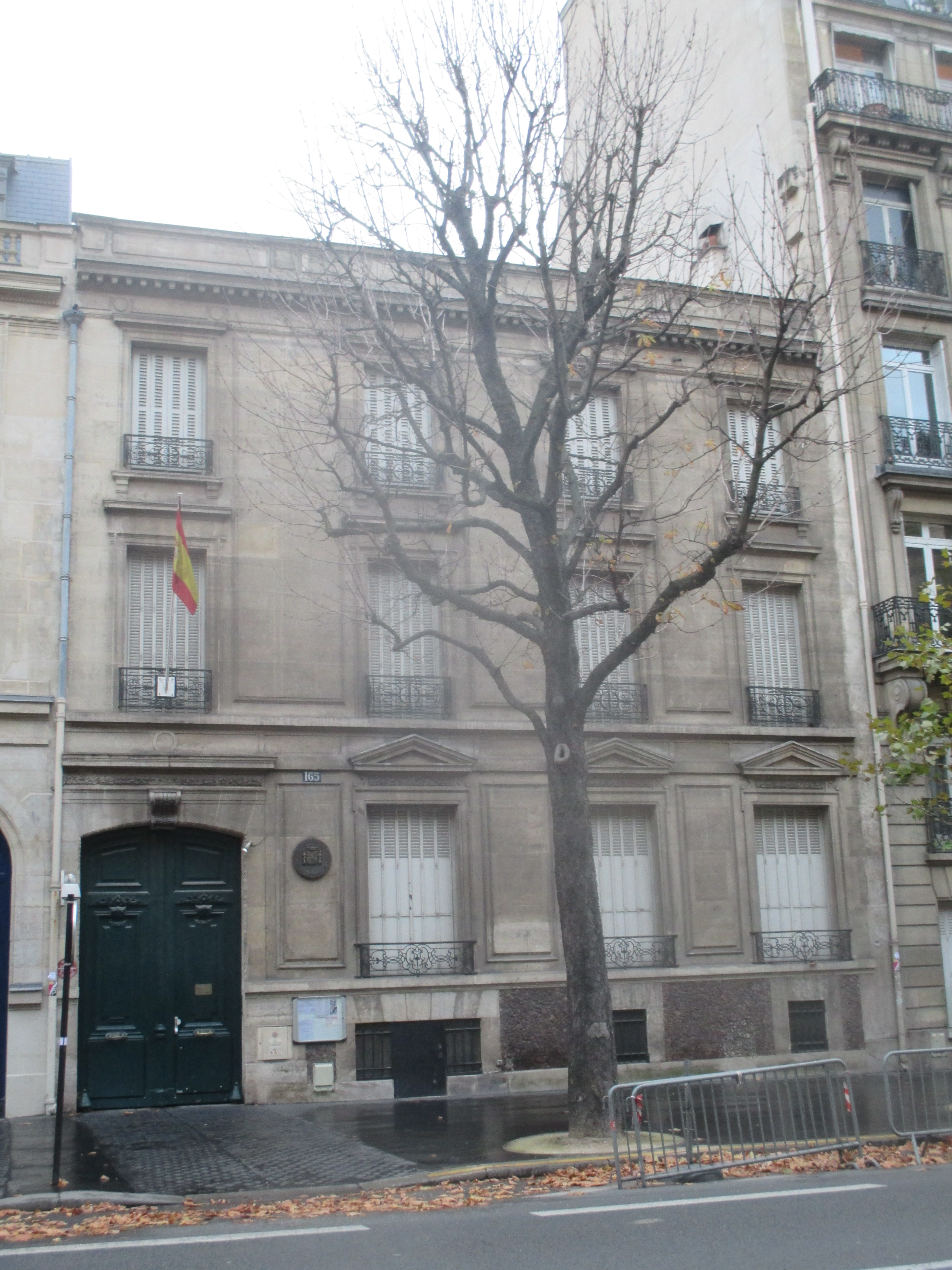
Consulado-General de España en París.
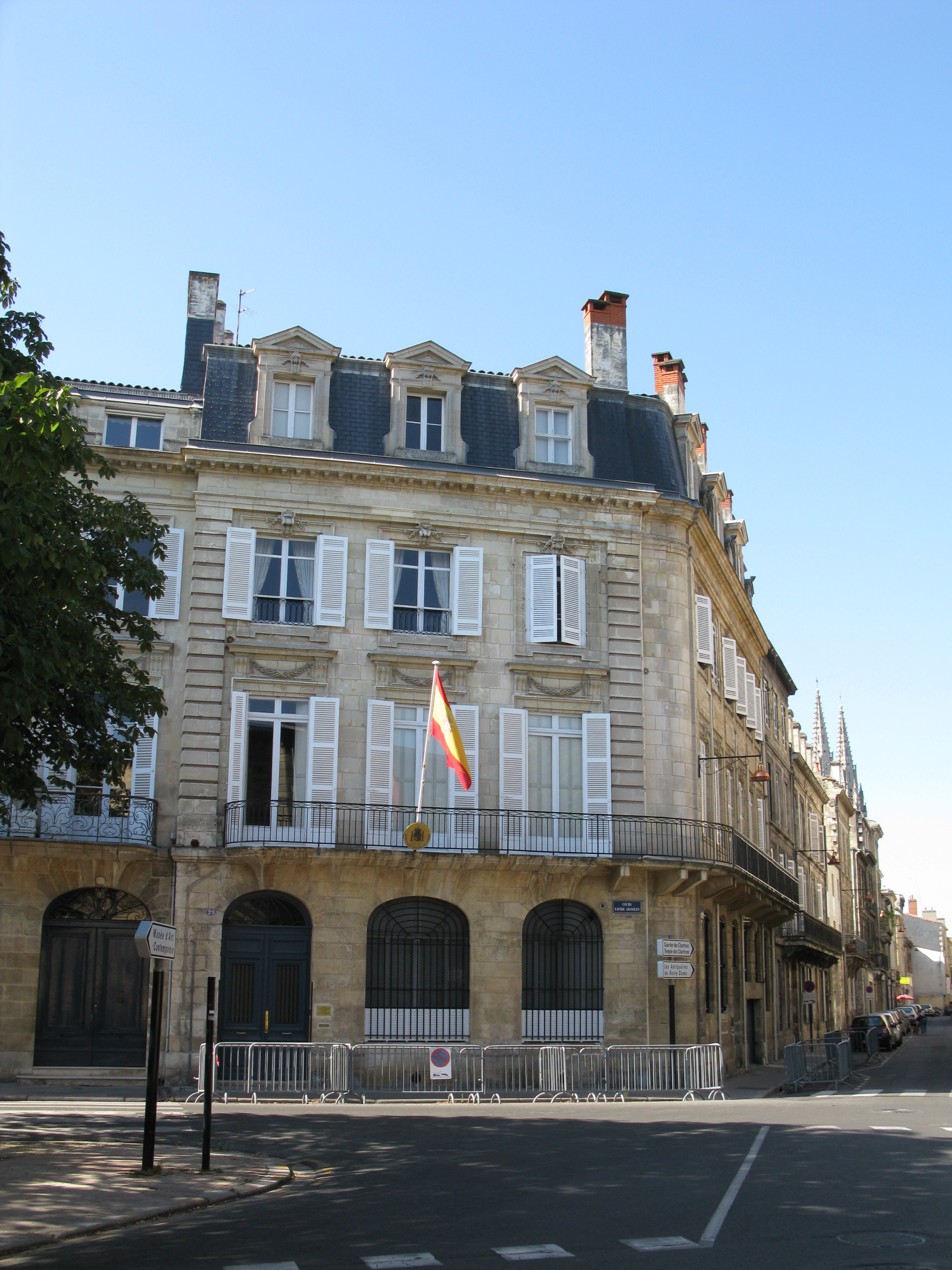
Consulado-General de España en Burdeos.
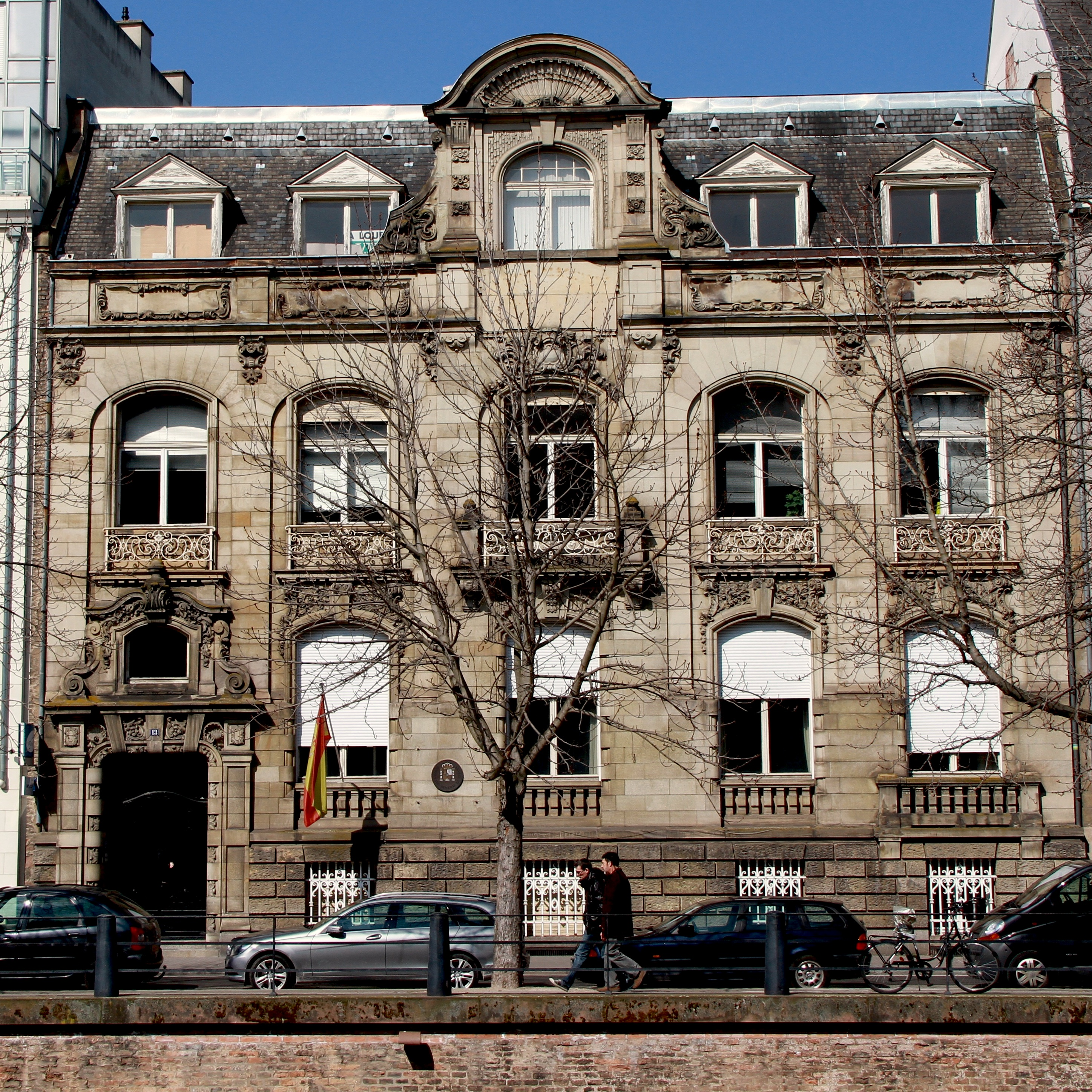
Consulado-General de España en Estrasburgo.
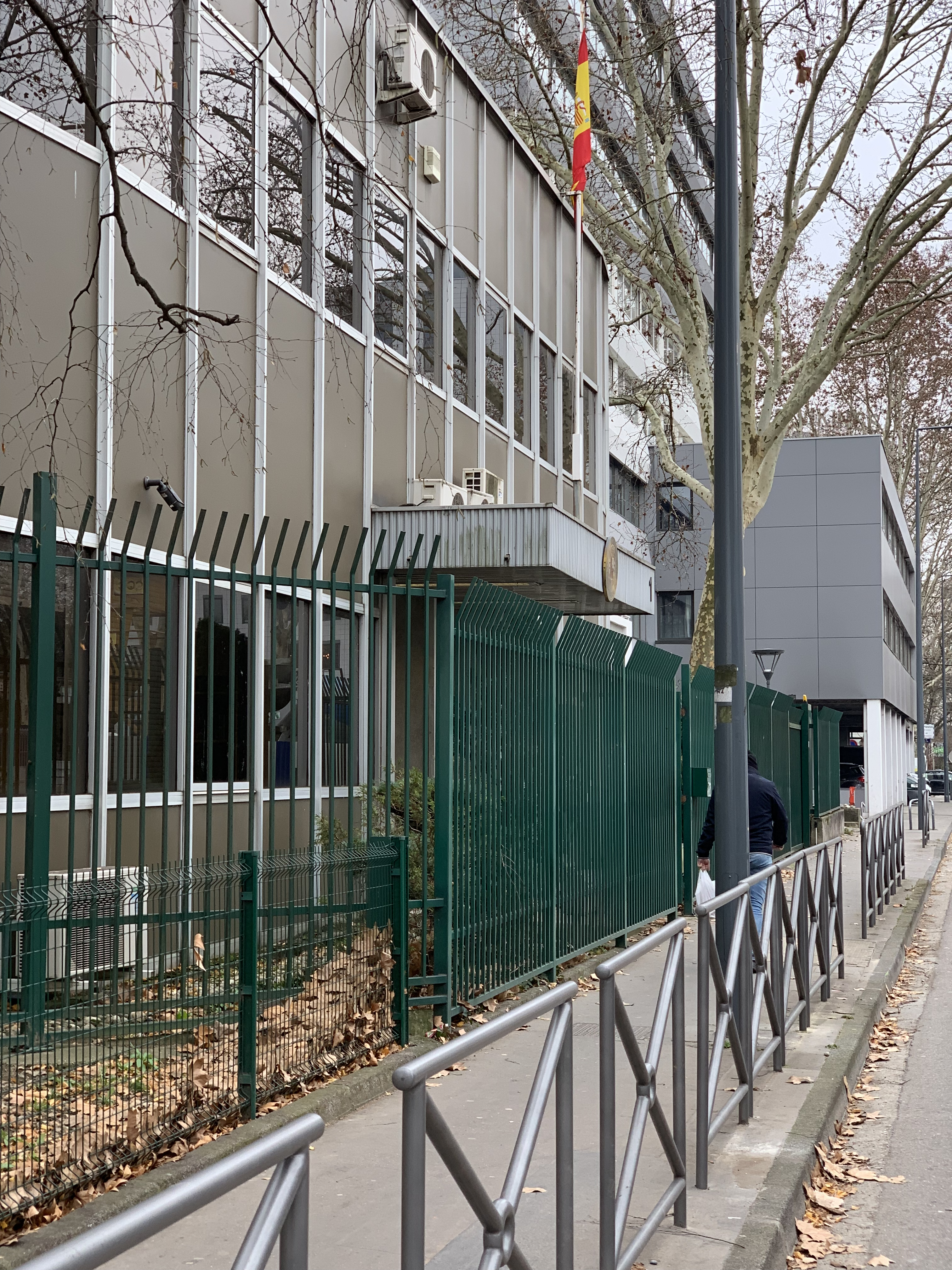
Consulado-General de España en Lyon.
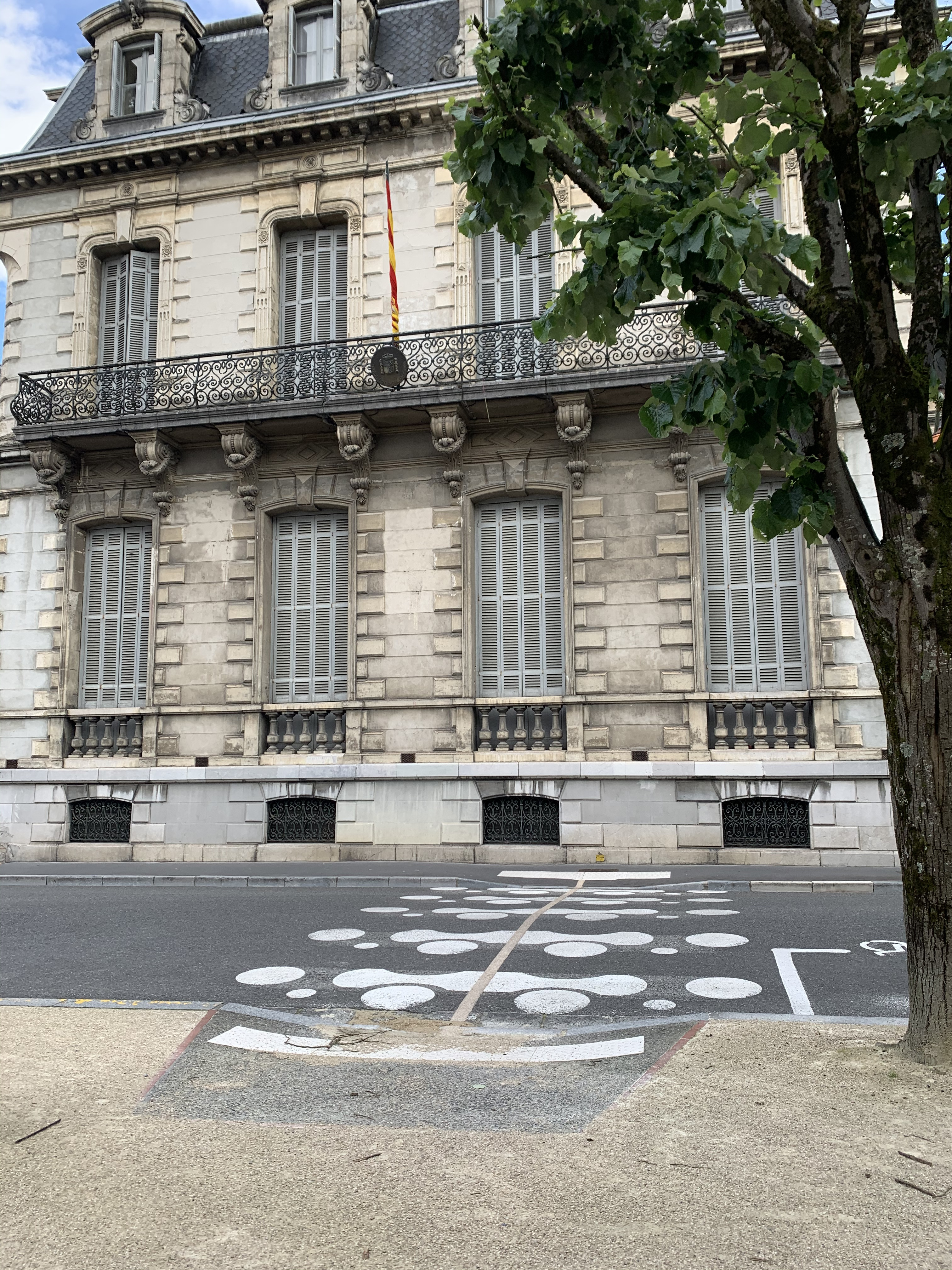
Consulado-General de España en Pau.

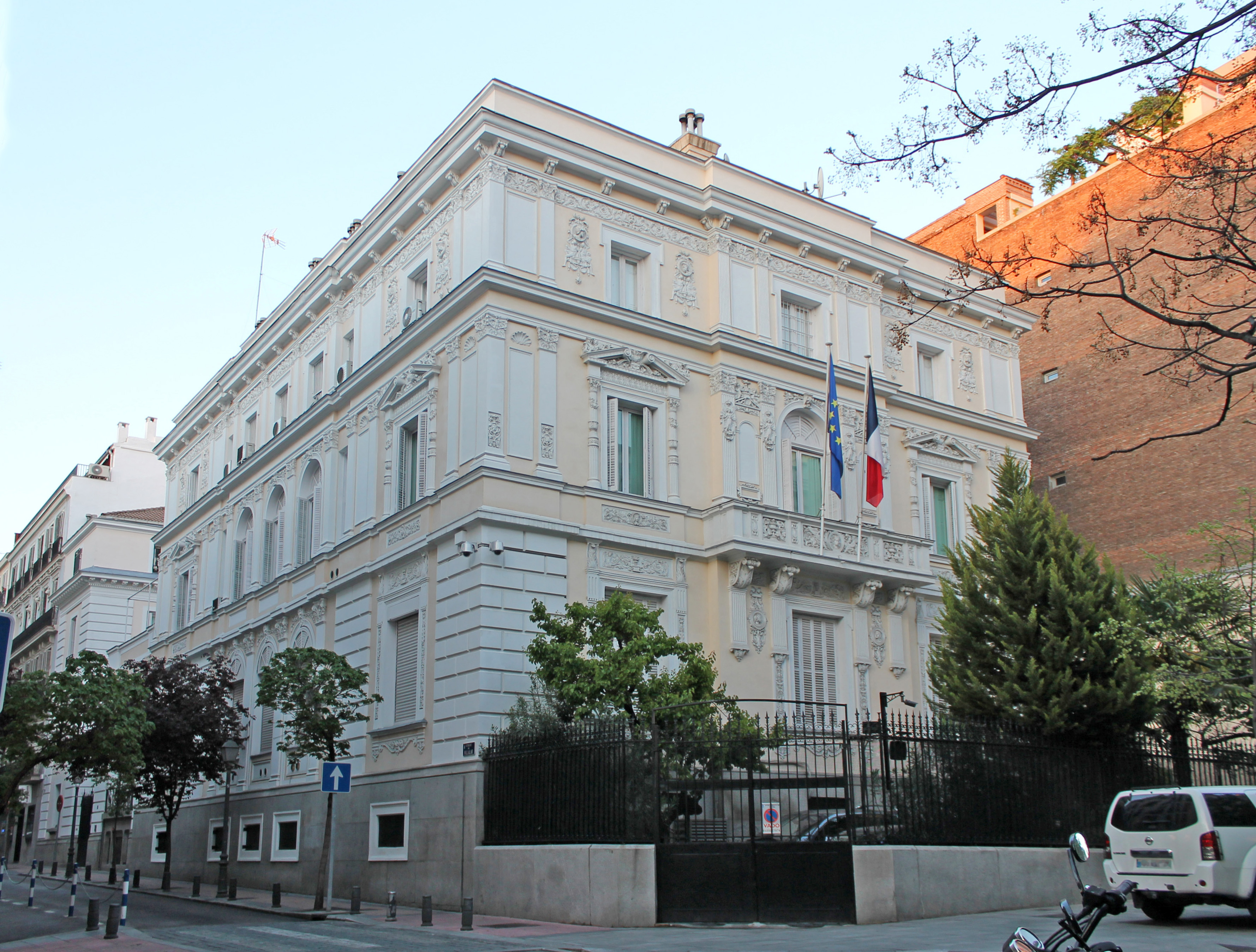
Embajada de Francia en Madrid.
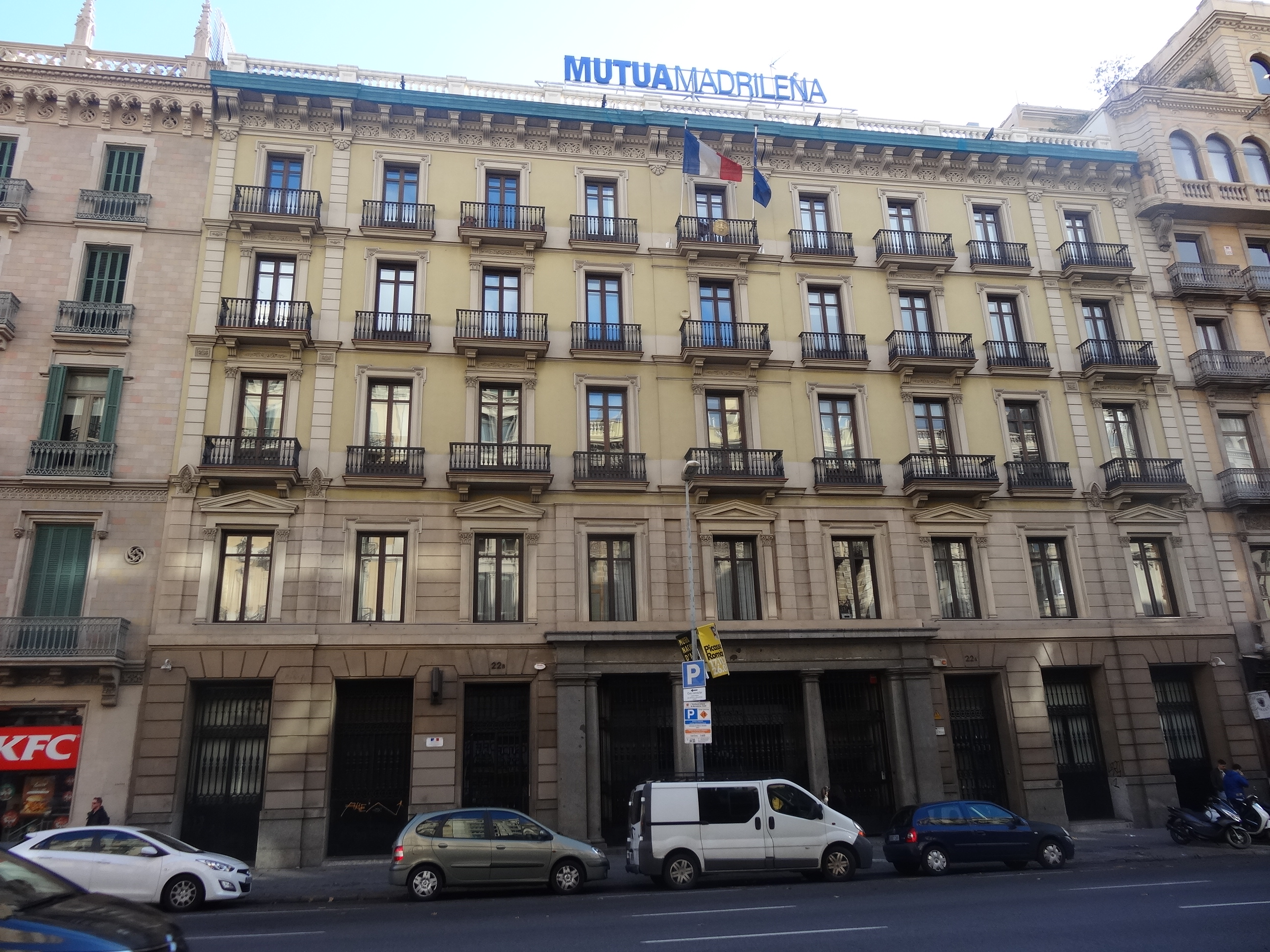
Consulado-General de Francia en Barcelona.